# Amblygobius buanensis
Amblygobius buanensis là một loài cá biển thuộc chi Amblygobius trong họ Cá bống trắng. Loài này được mô tả lần đầu tiên vào năm 1927.

## Từ nguyên
Từ định danh buanensis được đặt theo tên gọi của đảo Buan, ngoài khơi bờ đông Tawi-Tawi (Philippines), nơi mà mẫu định danh của loài cá này được thu thập (–ensis: hậu tố chỉ nơi chốn).

## Phân bố và môi trường sống
A. buanensis có phân bố giới hạn ở Tây Thái Bình Dương, từ miền nam Philippines về phía nam tới đảo Java (Indonesia), phía đông tới đảo New Ireland (Papua New Guinea), quần đảo Solomon và Palau.
A. buanensis sống trên nền phù sa của bãi bùn ven rừng ngập mặn và giữa các thảm cỏ biển, được tìm thấy ở độ sâu đến ít nhất là 15 m.

## Mô tả
Chiều dài cơ thể lớn nhất được ghi nhận ở A. buanensis là 7,5 cm. Cá có 3 sọc xám hoặc phớt đỏ ở 2/3 thân trên, xen kẽ với các vệt đỏ khác, thân dưới có 5 đốm màu xám đậm. Có đốm nâu sẫm ở gốc vây đuôi. Vây lưng trước và sau có chiều cao bằng nhau. Vây đuôi bo tròn.
Số gai ở vây lưng: 7; Số tia ở vây lưng: 13–15; Số gai ở vây hậu môn: 1; Số tia ở vây hậu môn: 12–14.

## Sinh thái
Thức ăn của A. buanensis là một số loài thủy sinh không xương sống nhỏ và vụn hữu cơ.